# 塚本桓世
塚本 桓世（つかもと たけよ、1941年（昭和16年） - 2023年8月13日）は、教育者・物理学者。東京都出身。東京理科大学第6代理事長。山口東京理科大学第4代学長。

## 経歴
- 1941年：東京生まれ
- 1965年：東京理科大学理学部応用物理学科卒業
- 1965年：三菱製鋼入社
- 1967年：東京理科大学理学部応用物理学科助手・講師・助教授
- 1984年：理学博士（東京理科大学）[2]
- 1995年：東京理科大学理学部応用物理学科教授
- 1998年：学校法人東京理科大学理事
- 2000年：学校法人東京理科大学常務理事
- 2002年：学校法人東京理科大学理事長
- 2007年：山口東京理科大学学長
- 2012年：学校法人東京理科大学会長

## 主な受賞
- 2003年 JJAP編集貢献賞
- 2014年 旭日中綬章[3][4]。
- 2023年 従四位[5]

## 研究・学会活動等
- (財)神奈川科学技術アカデミー 理事
- 科学技術振興機構　領域アドバイザー
- (財)科学技術振興会　誘電体研究委員会委員
- 強誘電体応用会議　運営委員
- 理化学研究所　放射光物性研究室　協力研究員(平成18年3月まで)
- 日本私立大学協会　理事
- 応用物理学欧文誌刊行会　JJAP編集委員（平成12年3月まで）

## 著書
- 『材料科学入門』(編集) 朝倉書店、2000年。